# Mirje (Vela Luka)
Mirje je villa rustica čiji se ostatci nalaze se na položaju Mirju u istočnom dijelu polja Bradata smještenog u sjevernom dijelu velolučkog zaljeva.

## Povijest
Čine ju ville rustice. Ostatci zidova, podnica, mozaika, cisterne, dijelova prerađivačkog postrojenja, grobova, te brojni pokretni nalazi upućuju na značajan antički građevni sklop koji se prema nalazima može datirati u razdoblje 2. do 7. stoljeća.

## Zaštita
Pod oznakom Z-5528 zavedeno je kao nepokretno kulturno dobro - pojedinačno, pravna statusa zaštićena kulturnog dobra, klasificirano kao "arheološka baština ".